# Physalaemus claptoni
Physalaemus claptoni — вид земноводних родини свистунових (Leptodactylidae). Описаний у 2020 році.

## Етимологія
Вид названо на честь британського гітариста і співака Еріка Клептона.

## Поширення
Ендемік Бразилії. Вид поширений на нагір'ї Сьєрра-ду-Кіпу на півдні гірської системи Серра-ду-Еспіньясу у штаті Мінас-Жерайс.

## Опис
Невелика жаба, завдовжки 16-18 мм. Верхня частина тіла червонувато-коричнева з яскраво-помаранчевими цятками на голові і спині. Черево і вентральна поверхня стегна мармурового забарвлення з темно-сірими плямами неправильної форми на синюватому тлі.